# Lioporeus
Lioporeus is een geslacht van kevers uit de familie  waterroofkevers (Dytiscidae).
Het geslacht is voor het eerst wetenschappelijk beschreven in 1950 door Guignot.

## Soorten
Het geslacht omvat de volgende soorten:
- Lioporeus pilatei (Fall, 1917)
- Lioporeus triangularis (Fall, 1917)